# Hemilissa emblema
Hemilissa emblema là một loài bọ cánh cứng trong họ Cerambycidae.